# Alberto Navarro Pastor
Alberto Navarro Pastor (Elda, 1921 - Elda, 2007) va ser el Cronista Oficial de la ciutat d'Elda des de 1955.
Va nàixer el 1921 al carrer Colón d'Elda, en el si d'una família de classe mitjana. De formació autodidacta, des de jove va estar molt interessat per la història d'Elda i els eldencs. Va ser un dels impulsors per a la creació de la Biblioteca Municipal que es va crear el 1954 al col·legi Públic Padre Manjón i que actualment porta el seu nom. Va ser bibliotecari, sense remuneració, fins a 1976 i s'hi troba el vast llegat que ell mateix va donar.
Els seus estudis sobre la història d'Elda li van portar a publicar nombrosos llibres i publicacions en revistes i periòdics de la localitat, a més del reconeixement dels premis "Lamberto Amat" de Bibliografia, atorgat per la Comissió Provincial de Monuments de la Província d'Alacant (1957) pel seu assaig de "Bibliografía de Elda", el de "Ensayo de El Seráfico" (1976), convocat per la Societat Literària d'aquest nom, i el "Ciudad de Elda" el 1980 convocat per la Caixa d'Estalvis d'Alacant i Murcia pel seu treball "Elda en tres décadas".
El 1949 va formar part de l'equip de persones que van fundar la revista Dahellos. Va ser nomenat cronista de la ciutat el 1955, càrrec que va ostentar fins a la seua defunció al gener de 2007. El 1956 va fundar el setmanari Valle de Elda, juntament amb Eduardo Gras i Rodolfo Guarinos, del que va ser redactor i després director durant 48 anys, fins a 2004.
Va ser nomenat Fill Predilecte de la ciutat d'Elda en 2004 (any del centenari de l'atorgament del títol de ciutat) en reconeixement de la intensa activitat intel·lectual desenvolupada al llarg de la seua vida.

## Obres
A més dels seus articles en revistes, la seua bibliografia està composta per les següents obres:
- "Bibliografía de Elda". Alicante, 1957.[3]
- "Elda en tres décadas". Caja de Ahorros de Alicante y Murcia, 1980.
- "Historia de Elda" (tres volums). Caja de Ahorros Provincial, 1981.[3]
- "Vida y verso del Seráfico". Excmo. Ayuntamiento de Elda, 1982.[3]
- "Elda, 1832-1980. Industria del calzado y transformación social" (conjuntament amb José Ramón Valero Escandell, Francisco Martínez Navarro i José María Amat Amer. Excmo. Ayuntamiento de Elda e Instituto de Cultura Juan Gil-Albert, 1992.
- "Vida y verso del Seráfico" (2a edició corregida i aumentada). Excmo. Ayuntamiento de Elda, 1996.
- "La prensa periódica en Elda (1866-1992)". Instituto de Cultura Juan Gil-Albert, 1997.
- "Las Bandas de Música en Elda (1852-1995)". Alicante, 1998.
- "Eldenses notables". 2000.
- "Las fiestas de Elda". 2003.